# جوريس غنانيون
جوريس غانون (بالفرنسية: Joris Gnagnon)‏ (13 يناير 1997 بفرنسا - ) هو لاعب كرة قدم فرنسي في مركز الدفاع. لعب مع نادي ستاد رين بين سنوات 2014-2016. وقع عقدا مع نادي إشبيلية في سنة 2018 ولعب مع النادي سبع مباريات. في السنة التالية تم إعارته لنادي ستاد رين في الدوري الفرنسي الدرجة الأولى.

## وصلات خارجية
- جوريس غنانيون على موقع قاعدة بيانات كرة القدم.إي يو (الإنجليزية)
- جوريس غنانيون على موقع ليكيب (الفرنسية)
- جوريس غنانيون على موقع Soccerbase.com (لاعب) (الإنجليزية)
- جوريس غنانيون على موقع Soccerway.com (الإنجليزية)
- جوريس غنانيون على موقع عالم كرة القدم.نت (الإنجليزية)
- جوريس غنانيون على موقع AS.com (الإسبانية)